# Tanaostigma coursetiae
Tanaostigma coursetiae is een vliesvleugelig insect uit de familie Tanaostigmatidae. De wetenschappelijke naam is voor het eerst geldig gepubliceerd in 1890 door Howard.